# Seestern (Schiff, 1903)
Die Seestern war ein Regierungsdampfer des Kaiserlichen Gouvernements für Deutsch-Neuguinea. Seit ihrer Ausreise aus Brisbane am 2. Juni 1909 gilt sie als verschollen. Als Dienstfahrzeug des Auswärtigen Amts (bis 1907) bzw. des Reichskolonialamts (ab 1907) führte sie die Reichsdienstflagge bzw. Reichskolonialflagge.

## Geschichte

Die Seestern in Friedrich-Wilhelmshafen (Kaiser-Wilhelms-Land, Deutsch-Neuguinea)

Die Seestern diente ab 1903 als so genannter Stationsdampfer dem Gouvernement Neuguinea und war daher offensichtlich in Herbertshöhe bzw. Rabaul stationiert. Sie besaß den für den damaligen Yachttyp typischen Klipperbug. Einzelheiten über den Dienstbetrieb sind nicht bekannt, unter anderem wurde sie als Truppentransporter für die Polizeitruppe Neuguinea genutzt. Eine Reise führte bis nach Singapur, offenbar wurden regelmäßig australische Häfen angelaufen. Auch die Palau-Inseln lief die Seestern an.
Seit dem 3. Juni 1909 gilt die Seestern ab ihrer Ausreise von Brisbane, wo Reparaturen vorgenommen worden waren, nach Rabaul bzw. Samarai (Milne Bay Province) als verschollen. Aufgrund der schlechten Kommunikationsverbindungen – die Seestern besaß keine Funktelegrafenanlage und Rabaul war nicht an das Telegrafenkabelnetz angeschlossen – wurde der Dampfer offenbar erst Anfang Juli von den deutschen Behörden vermisst. Offenbar Mitte Juli traf der Norddeutscher-Lloyd-Passagierdampfer Prinz Waldemar in Sydney ein und überbrachte die Nachricht aus Samarai, dass die Yacht dort seit 20 Tagen vermisst wird. Angeblich war die Seestern von Brisbane aus nicht nach Rabaul gesegelt, sondern sollte entgegen der ursprünglichen Order Jap anlaufen, was offenbar in Rabaul nicht bekannt war.
Nach Zeitungsberichten herrschten kurz nach Ausreise der Seestern im fraglichen Reisegebiet extrem schlechte Wetterverhältnisse. An der Suche nach der Seestern waren unter anderem das Vermessungsschiff Planet und der Kleine Kreuzer Condor sowie australische Schiffe beteiligt. Soweit bekannt, wurden niemals Wrackteile oder andere Hinweise auf ihr Verschwinden gefunden. Nach Angaben eines Passagiers des Dampfers Moresby, einem Mr. Seeley, sollte die Seestern überraschend zu den Admiralitätsinseln beordert worden sein, um einen Aufstand von Eingeborenen niederzuschlagen. Der Kapitän der Moresby, die offenbar am 20. Juli 1909 von den Salomonen kommend in Brisbane eingetroffen war, hegte hingegen starke Zweifel an diesen Angaben.
Am 25. August 1909 traf die Condor nach 18-tägiger Suche nach der verschollenen Yacht in Brisbane ein. Sie hatte am  9. August auf dem Sanmarezriff eine Planke gefunden, die sich jedoch nicht der Seestern zuordnen ließ. Auf dem Mellishriff fand die Condor zwar ein eisernes Schiffswrack mit zwei niedergelassenen Ankern vor, doch war das Wrack offenbar bereits Jahre alt. Einige Offiziere der Condor äußerten sich gegenüber der Presse dahingehend, dass die Seestern vermutlich gekentert und gesunken sei. Angaben über die Besatzung sind bislang nicht bekannt.
Als Ersatz für die Seestern wurde 1911 die Regierungsyacht Komet in Dienst gestellt, die vom Bremer Vulkan in Vegesack gebaut worden war.